# Canton de Corbeilles
Le canton de Corbeilles est une ancienne division administrative française du district de Montargis situé dans le département du Loiret.

## Histoire
Le canton est créé le 10 février 1790 sous la Révolution française.
Le canton disparaît en 1801 (9 vendémiaire, an X) sous le Premier Empire ; Chaplon est reversée dans le canton de Bellegarde ; Corbeilles, Courtempierre, Gondreville, Mignères, Mignerette, Sceaux et Treilles intègrent le canton de Ferrières.

## Géographie
Le canton de Corbeilles comprend les huit communes suivantes : Chaplon, Corbeilles, Courtempierre, Gondreville, Mignères, Mignerette, Sceaux et Treilles.